# 鈴木正一 (参議院議員)
鈴木 正一（すずき しょういち、1919年（大正8年）2月1日 - 1998年（平成10年）8月6日）は、日本の政治家。参議院議員（1期、自由民主党）。

## 経歴
福島県出身。1936年福島県立蚕業学校（現福島県立福島明成高等学校）普通科卒。戦後、農業協同組合に入り、青年連盟を結成し、委員長を7期、農協組合長を8期務める。同時に信夫郡大庭村（のち吾妻村→吾妻町、現・福島市）議を3期、福島県議を5期、同議長を2期務める。他、自民党福島県連幹事長なども務めた。
1977年の第11回参議院議員通常選挙において福島県選挙区から自民党公認で立候補して当選した。参議院自民党副幹事長、同農林部会副部会長、第1次中曽根内閣農林水産政務次官などを歴任した。1983年の参院選で落選。1989年春の叙勲で勲二等瑞宝章受章。
1998年8月6日、心不全のため福島県福島市の福島県立医科大学医学部附属病院で死去、79歳。死没日をもって正七位から従四位に叙される。